# I cinque semi d'arancio
I cinque semi d'arancio (The Five Orange Pips) è un racconto giallo del 1891, il quinto dei 56 che vedono protagonista Sherlock Holmes scritti dall'autore britannico Arthur Conan Doyle. La storia fu pubblicata originariamente nel 1891 nel numero di novembre della rivista The Strand Magazine e fu la quinta ad essere inclusa alla raccolta Le avventure di Sherlock Holmes. Lo stesso Conan Doyle l'ha collocata al settimo posto fra le sue 12 storie preferite. Inoltre, è una delle due storie (oltre a L'avventura degli omini danzanti) in cui il cliente di Holmes muore dopo avergli chiesto aiuto.

## Trama
John Openshaw, un giovane gentiluomo del Sussex, si reca da Holmes per raccontare la sua peculiare storia: nel 1869 suo zio Elias Openshaw tornò improvvisamente in Inghilterra per stabilirsi in una tenuta nel Sussex, vicino a Horsham, dopo aver vissuto per anni come piantatore in Florida e aver ricoperto il ruolo di Colonnello nelle forze armate confederate.
Non essendo sposato, Elias permise a suo nipote di abitare con lui. Egli iniziò tuttavia a notare delle stranezze riguardo a suo zio: non gli era concesso di spostarsi liberamente per casa e, in particolare, di entrare in una stanza chiusa contenente i vecchi bauli dello zio. Inoltre, nel marzo 1883 giunse una lettera da Pondicherry, in India, con su scritto solo "KKK" e contenente cinque semi d'arancio.
Da quel momento iniziarono ad accadere cose ancora più strane: lo zio bruciò il contenuto di una cassetta d'ottone con incise sopra le stesse lettere, "KKK", e fece testamento lasciando a John la sua proprietà con l'augurio che se la potesse godere. Elias iniziò inoltre a chiudersi in camera sua a bere, per uscire soltanto di rado mentre ubriaco, urlando di non aver paura e aggirandosi per il giardino con una pistola in mano. Una sera uscì per ubriacarsi senza mai fare ritorno e il 2 maggio 1883 fu trovato morto con la faccia immersa nella fanghiglia di uno stagno in fondo al giardino.
Il 4 gennaio 1885 Joseph, il padre di John, ormai stabilito ad Horsham con il figlio, ricevette una lettera da Dundee con la sigla "KKK" e con su scritto di mettere "le carte sulla meridiana". Convinto che si trattasse di uno scherzo, l'uomo rifiutò di chiamare la polizia e fu trovato morto tre giorni dopo in una cava di calcare. 
L'unico indizio che John è in grado di fornire ad Holmes è una pagina del diario dello zio datata marzo 1869 nel quale sono riportati tre nomi; accanto a due di essi la scritta "sgomberato", accanto all'ultimo "visitato". Inoltre, il mattino precedente, anche John ha ricevuto la busta (stavolta proveniente da Londra) con le stesse scritte di quella di suo padre. Holmes gli consiglia dunque di lasciare sulla meridiana la pagina del diario, scrivendoci che Elias distrusse a suo tempo tutte le carte. 
Quando l'ospite li lascia, Holmes deduce dai tempi intercorsi fra la spedizione delle lettere e i delitti che lo scrivente si trovi su una nave, in particolare su un veliero. Capisce inoltre che la sigla "KKK" sta per Ku Klux Klan, organizzazione segreta anti-ricostruzionista scioltasi formalmente nel 1869; il fatto che l'anno dello scioglimento coincida con quello della fuga di Elias dall'America lo porta inoltre a pensare che le due cose abbiano un rapporto di causalità.
Il giorno seguente, sul giornale, compare la notizia della morte di John Openshaw, il cui corpo sarebbe stato trovato nei pressi del Tamigi e la cui morte sembra essere stata un incidente. Holmes controlla i registri delle navi presenti a Pondicherry nel gennaio/febbraio 1883 e a Dundee nel 1885, e trova la corrispondenza in un brigantino di nome The Lone Star. La sua attenzione viene attratta dal fatto che il nome derivi probabilmente da Lone Star State, ovvero il Texas, e dal fatto che il brigantino è stato registrato in Georgia; inoltre, la nave ha attraccato a Londra proprio la settimana prima.
Holmes decide di spaventare gli uomini misteriosi inviando una busta con cinque semi d'arancio al capitano del Lone Star, e spedendo un telegramma a Savannah (dove la nave è diretta) informando la polizia che il capitano e i suoi due compari sono ricercati per omicidio.
Tuttavia, il Lone Star non arriverà mai a Savannah: affonderà a causa delle violente tempeste equinoziali e della nave resterà solo un frammento di poppa con su scritto "LS".

## Adattamenti
- Il film Sherlock Holmes e la casa del terrore (1945) è parzialmente ispirato a questo racconto.
- La storia è stata adattata nel 1990 per BBC Radio 4, nell'ambito di un adattamento radiofonico di tutto il canone holmesiano con protagonisti Clive Merrison e Michael Williams.[3]
- L'episodio Cinque perline arancioni della serie televisiva Elementary (2014) contiene elementi ripresi da questo racconto.
- L'episodio Il grande gioco della serie televisiva Sherlock (2010) contiene un riferimento a questa storia: i cinque beep inviati come avviso sono l'equivalente moderno dei semi d'arancio. Nell'originale inglese il legame è ancora più forte poiché pips è anche il nome comune del segnale orario di Greenwich (che ha appunto un suono simile a quello dei beep di avvertimento).
- Anche lo speciale L'abominevole sposa (2016) della serie TV Sherlock contiene dei riferimenti alla storia: la vittima viene avvertita con cinque semi d'arancio e l'organizzazione colpevole dei delitti ha costumi simili a quelli del Ku Klux Klan.